# Oeneking
Oeneking (sauerländisch Ünnekingen) ist die Bezeichnung eines Stadtteils und gehört zum statistischen Bezirk 12 (Oeneking / Stüttinghausen) von der Kreisstadt Lüdenscheid im westlichen Sauerland, Nordrhein-Westfalen. Der Ortsteil und der statistische Bezirk liegen im Südwesten des zusammenhängend bebauten Stadtgebietes.

## Geschichte
Der Hof Oeneking gehörte seit der Stadtwerdung Lüdenscheids im 13. Jahrhundert zur städtischen Feldmark. Es galt das sogenannte „Butenbürgerrecht“, welches die Bewohner mit denjenigen innerhalb der Befestigungen gleichstellte. Noch im 16. Jahrhundert wird bescheinigt, dass Oeneking immer zur Stadt gehört habe. Auch in der Folge blieb der Hof, der sich allmählich zum Weiler entwickelte, Bestandteil der Stadt. Seit den 1950er Jahren entstand am parallel zur Parkstraße verlaufenden Oenekinger Weg eine der bevorzugtesten Wohnlagen der Stadt. Als Folge der in den 1970er Jahren erfolgten Erschließung von Wohnvierteln südlich der alten Bauernsiedlung befindet sich diese nunmehr in innerstädtischer Lage. Den Straßen im Oeneking wurden überwiegend Namen von germanischen Stämmen bzw. Volksgruppen gegeben, wie z. B. Alemannenstraße, Angelnweg, Bayernstraße, Bataverweg, Brukterer weg, Burgunderweg, Cimbernweg, Frankenstraße, Friesenstraße, Germanenstraße, Goten Straße, Jütenweg, Markomannenweg, Rugierweg, Sachsenstraße, Sugambrerweg, Teutonenstraße, Thüringer Straße, Westfalenstraße oder Wikingerweg.

## Infrastruktur

### Kölner Straße
Am unteren Oeneking selbst besteht bereits seit einigen Jahrzehnten ein Unterzentrum mit einem Discounter- und Supermarkt sowie weiteren Einzelhandelsläden an der Kölner Straße. Neu hinzugekommen ist vor einigen Jahren an der Kreuzung von Kölner Straße und Talstraße ein moderner Neubau, der einige Büros, ein Ladenlokal und ein Fastfoodrestaurant enthält.
An der Kölner Straße 96 wurde ab 2012 auf einer Grundstücksfläche von 6000 Quadratmetern ein Neubau des Sozialwerk St. Georg errichtet. Unten ist die Verwaltung untergebracht werden, auf den beiden darüber liegenden Ebenen 24 Plätze, die in sechs Wohngruppen mit jeweils 4 Bewohnern unterteilt sein sollen. Die ersten Klienten sind im Februar 2014 eingezogen. In der neue Einrichtung arbeiten 17 Mitarbeiter. Wegen der Nachfrage nach Wohnprojekten für psychisch erkrankte Menschen im Märkischen Kreis sollen in der Einrichtung an der Kölner Straße vorrangig Menschen aus der Region aufgenommen werden. Das Investitionsvolumen lag bei rund drei Millionen Euro. Die Aktion Mensch bezuschusste den Neubau und die Erstausstattung des Wohnheims mit 110.000 Euro.
In der Nähe des Oeneking, an der Kölner Straße 71, befindet sich die Gemeinschaftsgrundschule Westschule der Stadt Lüdenscheid.
In dem Gebäude an der Kölner Straße 152 liegt die Zentrale Verwaltung der Märkischen Werkstätten. Vor bereits vielen Jahren haben die Märkischen Werkstätten des Evangelischen Johanneswerk e. V. einen großen Standort ihrer Werkstätten an der Freisenbergstraße 33 im Stadtteil Freisenberg errichtet und einen Standort der INTEGRA an der Straße Kerkhagen 22 am Freisenberg geschaffen. Ein weiteres Werk der Werkstätten liegt im Stadtteil Wefelshohl an der Wefelshohler Straße 48.
Am oberen Oeneking, an der Harlingerstraße, befinden sich eine Filiale der Sparkasse Lüdenscheid und viele kleinere Geschäfte.

### Jahnplatz
Im äußersten Nordosten des Stadtteils Oeneking liegt die Skatehalle am Jahnplatz, die durch den Verein Skate-Club-Sauerland e. V. betrieben wird.
Auf dem Jahnplatz entsteht bis Ende 2016 ein Kindergarten. An einem weiteren der Fläche hat das Johannes-Busch-Haus Interesse geäußert. Vorgesehen sei dort eine Wohnanlage für 24 Kinder und Jugendliche mit Behinderungen. Auch der Kinderschutzbund, der im Gebäude Jahnstraße 15 untergebracht ist, würde sein Grundstück gerne um eine Außenfläche erweitern. Die vorhandene Skaterhalle soll in Bestand und Funktion weiterhin erhalten bleiben. Aus städtebaulicher Sicht sollen sich die Neubauten gut in das bereits vorhandene Wohngebiet einfügen.

### Parkstraße
Direkt neben dem Jahnplatz, an der Parkstraße 19, befindet sich der zu Beginn der 1950er Jahre für die belgischen Streitkräfte errichtete Komplex aus Parkbad und Parktheater an der vorderen Parkstraße. Seit ein paar Jahren beherbergt das Gebäude ein Kinozentrum mit sieben Sälen. Im ehemaligen Theaterfoyer des Kinos blieb die prunkvolle Ausstattung der Erbauungszeit größtenteils erhalten.
An der Parkstrasse 66 befindet sich bereits seit Mitte der 1970er Jahre ein großes Hotel. Es hat 170 Zimmer und gilt aufgrund seiner großen Höhe als markante Landmarke im Stadtgebiet. Durch seine direkte Lage am Stadtpark liegt das Hotel mitten im Grünen und gilt auch bei Einheimischen als attraktiver Treffpunkt für diverse gesellschaftliche Anlässe.

## Sehenswertes
Historisch interessant ist der noch erkennbare Kern des alten Bauernweilers mit dem denkmalgeschützten ehemaligen Hof Da Achtern. Es handelt sich um ein später verändertes märkisches Längsdeelenhaus aus dem 17. Jahrhundert. Ein weiteres altes Bauernhaus, der noch  strohgedeckte Noellehof, wurde 1972 trotz seines bau- und kulturgeschichtlichen Wertes abgerissen, da der Denkmalschutzgedanke noch schwach entwickelt war.

## Verkehrsanbindung

### Bahnverkehr
Der nächstliegende Bahnhof ist der nahe Bahnhof Lüdenscheid und alternativ im Lüdenscheider Stadtteil Brügge der Bahnhof Brügge (Westfalen). Der Bahnhof Lüdenscheid ist in 15 – 20 Gehminuten erreichbar, während man den Bahnhof Brügge (Westfalen) mit dem Auto oder per Bus in 20 – 30 Fahrminuten erreichen kann. Die Bahnstrecke Brügge–Lüdenscheid selbst verläuft am Rande des Stadtteils.
Zusätzlich überlegte man aufgrund der vielen Einwohner in den umliegenden Stadtteilen am Lüdenscheider Kreishaus einen Haltepunkt einzurichten. Allerdings wäre dieser wegen der problematischen topografischen Lage mit sehr hohen Kosten verbunden. Darum hatte man sich auf die Verlegung des Bahnhofes Lüdenscheid konzentriert und das Projekt erstmal nicht weiter verfolgt.

### Busverkehr
Die Anbindung des Stadtteils an den öffentlichen Personennahverkehr erfolgt vor allem durch die Buslinien 40, 47, 48, 55, 56, 58, 59, 245 und 246 (Schulbuslinien) sowie viele weitere innerstädtische und regionale Buslinien der Märkischen Verkehrsgesellschaft (MVG) und der Busverkehr Ruhr-Sieg (BRS). 
Wichtige Bushaltestellen in dem Stadtteil sind: „Oberlösenbach“, „Märkenstück“, „In der Mark“, „Bayernstraße“, „Frankenplatz“, „Graf-von-Galen-Straße“, „Christuskirche“, „Ludwigstraße“, „Kreishaus (I + II)“, „Haus Schöneck“, „Teutonenstraße“, „Stadtpark“, „Friebe, Prinz & Partner“, „Birkenweg“, „Oeneking“, „Burgunderweg“, „Johanniter-Stift Oeneking“, „Harlingerstraße“, „Luisental“, „Wildmecke“, „Kölner Straße“, „Augustastraße“, „Elspe“, „An der Schnappe“, „Talstraße“ und „Oenekinger Hang“.

### Straßenverkehr
Die Anbindung an das Bundesautobahnnetz erfolgt über die Abfahrten Nr. 13 Lüdenscheid-Nord und Nr. 14 Lüdenscheid der Bundesautobahn A45. Die Bundesautobahn A45 selbst führt Richtung Norden nach Hagen und Dortmund sowie in Richtung Süden nach Siegen, Wetzlar, Gießen und Frankfurt am Main. Eine weitere Alternativanschlussstelle ist die Abfahrt Nr. 15 Lüdenscheid-Süd der Bundesautobahn A45. Auch die beiden Bundesstraßen B54 und B229 liegen in der Nähe vom Oeneking und sind innerhalb weniger Fahrminuten gut erreichbar. Einige Parkplätze innerhalb vom Oeneking sichern den Autofahrern Parkmöglichkeiten zu.